# 고양도시관리공사
고양도시관리공사는 경기도 고양시에 있는 지방 공기업이다.

## 연혁
- 2003.07.08. 고양시시설관리공단 설립. 초대 이사장(김유선) 취임.
- 2003.09.01. 공영주차장, 문예회관 인수, 여성회관 수탁.
- 2003.11.27. 고양종합운동장 수탁.